# Mirabel-aux-Baronnies
Mirabel-aux-Baronnies è un comune francese di 1 570 abitanti situato nel dipartimento della Drôme della regione dell'Alvernia-Rodano-Alpi.

## Società

### Evoluzione demografica
Abitanti censiti
1. P. Ollivier-Elliott, Les Baronnies, ISBN 2-7449-0266-7
2. Claude Leone-Chanot, Mirabel aux Baronnies, ISBN 2-903044-85-6
3. www.mirabelauxbaronnies.fr
4. www.mirabel-aux-baronnies.com